# Millénaire de la Russie
Pour les articles homonymes, voir Millénaire (homonymie).
Le Millénaire de la Russie est un célèbre monument en bronze situé dans le kremlin de Novgorod. Il a été réalisé en 1862 à l'occasion de la commémoration de l'arrivée du viking Rurik à Novgorod, devenant ainsi le premier prince de la principauté en 862, événement traditionnellement perçu comme le point de départ de l'histoire de la Russie.

## Histoire

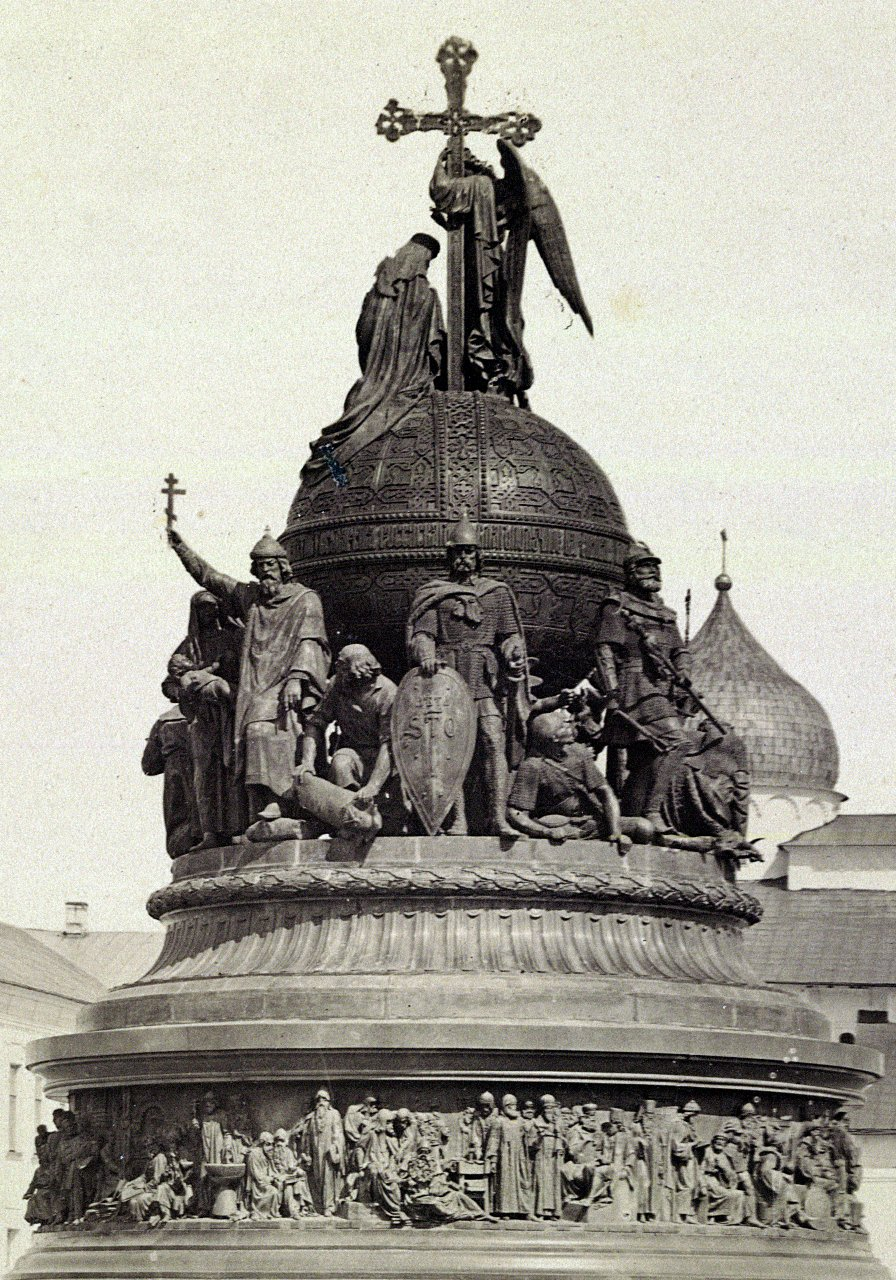
Le monument dans la deuxième moitié du XIXe siècle.

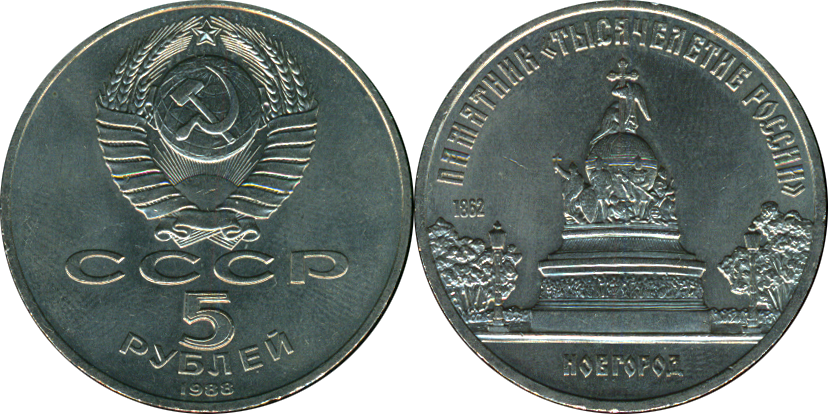
Pièces commémoratives du monument, émises sous l'URSS en 1988.

Un concours pour la conception du monument fut lancé dès 1859. À l'issue de celui-ci, deux candidats furent retenus : l'architecte Viktor Hartmann et l'artiste Mikhaïl Mikéchine. Mikéchine n’était pas lui-même sculpteur, les 129 statues individuelles du monument furent donc réalisées par les plus éminents sculpteurs de la Russie de cette période, à l’instar de son ami Ivan Schröder et du célèbre Alexandre Opekouchine, ou encore Nikolaï Laveretski et Matveï Tchijov.
Lorsque le monument fut inauguré le 8 septembre 1862, de nombreuses critiques éprouvèrent le sentiment qu’il était trop surchargé en figures. Au contraire, les partisans de l’œuvre de Mikéchine considéraient celle-ci comme en harmonie avec son emplacement médiéval dans le kremlin, et qu’elle soulignait avec subtilité la poussée verticale et la grandeur de la cathédrale Sainte-Sophie.
Durant la Seconde Guerre mondiale, les Allemands démontèrent le monument pour l'apporter en Allemagne. Cependant l'Armée rouge reprit la ville et le monument fut rendu à la vue des habitants en 1944. Une pièce commémorative de 5 roubles fut également réalisée en URSS en 1988 pour célébrer le monument.

## Description
C'est le monument russe le plus cher érigé à cette époque: il aurait coûté près de 400 000 roubles, la plupart levées grâce à des dons publics. Dans le but de fournir un piédestal approprié pour cette sculpture gigantesque, 16 blocs de granit de Sortavala furent apportés à Novgorod, chacun pesant largement 35 tonnes. Le monument en lui-même pèse 65,5 tonnes pour un diamètre de 9 mètres et une hauteur de 15 mètres.
La conception de Mikéchine appelait à la grandeur avec une cloche de 15 mètres de haut couronnée par une croix symbolisant le pouvoir du tsar. Tout autour de la cloche furent gravés de nombreux étages de sculptures représentant les monarques de Russie, les clercs et les courtisans ayant vécu durant des périodes variées de l’histoire du pays : l'évêque Georges, Alexeï Adachev, Olgierd, Antoine des Grottes de Kiev, Abraham de Rostov.

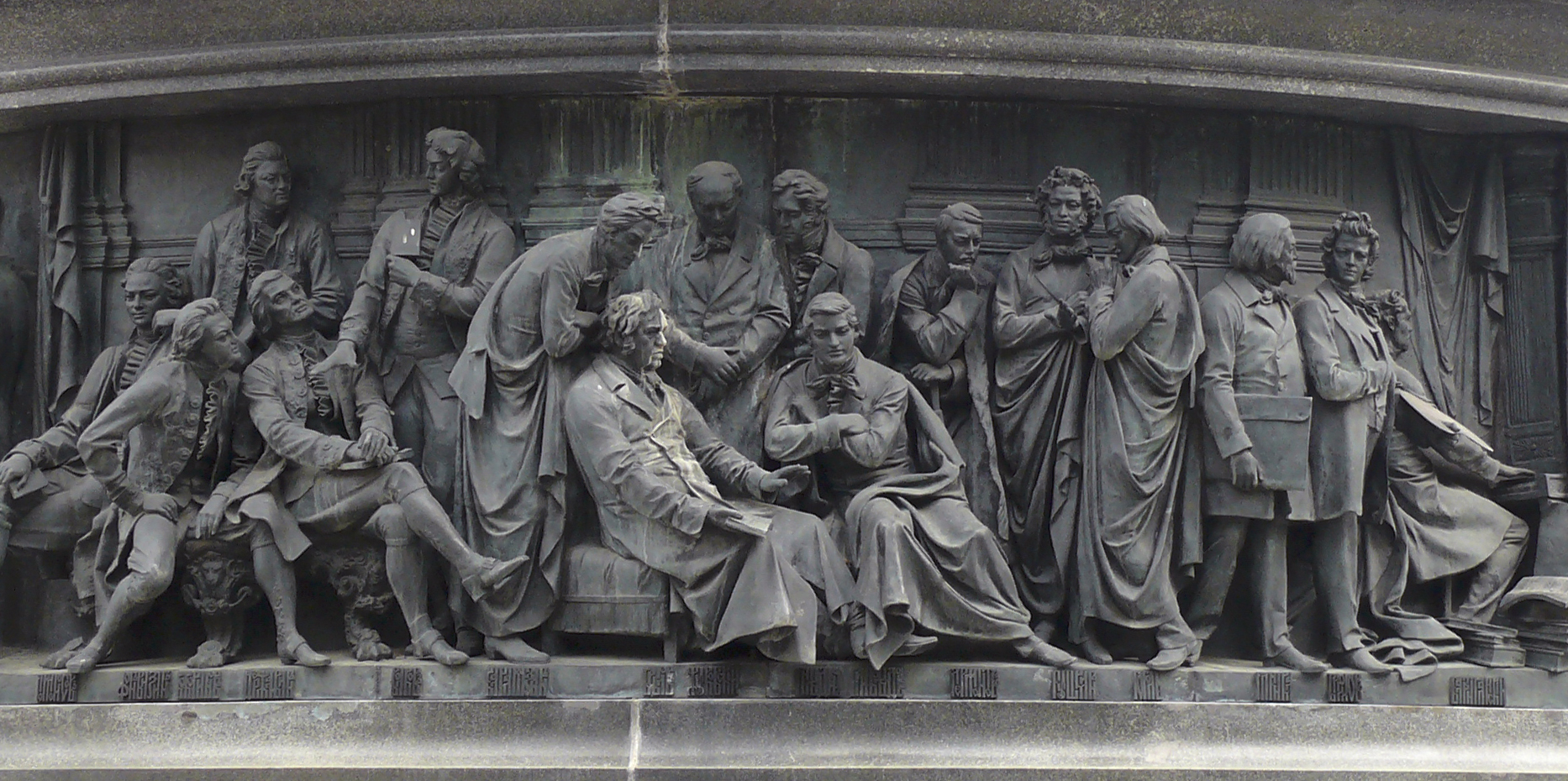
Sur le pied, un groupe de littérateurs.

Plutôt étonnant pour un projet officiel de cette ampleur, les tsars et les dirigeants étaient représentés côte à côte avec seize figures éminentes de la culture russe : Mikhaïl Lomonossov, Denis Fonvizine, Alexandre Kokorinov, Gavrila Derjavine, Fiodor Volkov (ru), Nikolaï Karamzine, Ivan Krylov, Vassili Joukovski, Nikolaï Gnieditch, Alexandre Griboïedov, Mikhaïl Lermontov, Alexandre Pouchkine, Nicolas Gogol, Mikhaïl Glinka, Karl Brioullov,  et Dmitri Bortnianski.